# Операція «Вальдрауш»
Операція «Вальдрауш» (нім. Waldrausch) — операція німецьких військ проти Народно-визвольної армії Югославії в 1944 році.